# Каменская Сечь (природный парк)
Каменская Сечь (укр. Кам'янська Січ) — национальный природный парк, расположенный на территории Бериславского района (Херсонская область, Украина). Создан 11 апреля 2019 года. Площадь — 12 261,14 га.

## История
Национальный природный парк был создан 11 апреля 2019 года согласно указу Президента Украины П. А. Порошенко № 140/2019 «О создании национального природного парка «Каменская Сечь»» (Про створення національного природного парку «Кам’янська Січ»). 
Создан с целью сохранения генетического, видового, ландшафтного и экосистемного разнообразия степей правобережья Днепра, других природных комплексов и объектов, имеющих важное природоохранное, научное, эстетическое, рекреационное и оздоровительное значение.

## Описание
В состав национального природного парка включено 12 261,14 га земель госсобственности, в том числе 6013,241 га земель госсобственности, предоставляемых национальному природному парку в постоянное пользование, в том числе с изъятием у землепользователей, и 6247,899 га земель госсобственности, которые включаются в его территорию без изъятия у землепользователей.
В его состав вошли земли Качкаровского, Миловского, Новокаирского, Красномайского и Новорайского сельсоветов Бериславского района. 
Парк включает 2 крупные балки (Каменская и Мыловская) и заливы Каховского водохранилища — затопленные устья этих балок, терраса реки Днепр (между селом Качкаровка и посёлком Червоный Маяк), близлежащие долины террасы участка плакора.

## Природа
Территория запроектированного парка богата во флористическом отношении. Здесь растёт более 500 видов сосудистых растений, среди которых 46 охраняемых видов: 1 включен в Резолюцию №6 Бернской конвенции (наголоватка васильковая Jurinea cyanoides), 19 видов — в Красную книгу Украины (астрагал бухтарминский (Геннинга) (Astragalus henningii), астрагал шерстистоцветковый (Astragalus dasyanthus), адонис волжский (Adonis wolgensis), дрок скифский (Genista scythica), ракитник гранитный (Chamaecytisus graniticus ), ковыль-волосатик (Stipa capillata), ковыль Лессинга (Stipa lessingiana), ковыль украинский (Stipa ucrainica), ковыль красивейший Stipa pulcherrima, шафран сетчатый (Crocus reticulatus), ломкоколосник ситниковый (Psathyrostachys juncea), тюльпан бугский (Tulipa hypanica), тюльпан Шренка (Tulipa schrenkii), цимбохазма днепровская (Cymbochasma borysthenica) и другие) и 26 видов — в Красный список Херсонской области. 